# 42型駆逐艦
42型駆逐艦（42がたくちくかん、英語: Type 42 destroyer）は、イギリス海軍のミサイル駆逐艦の艦級。1番艦の艦名からシェフィールド級（英: Sheffield-class）とも称され、また大きく設計が変更されたバッチ3はマンチェスター級（英: Manchester-class）として区別されることもある。

## 来歴
本型の計画は、1960年代初頭にイギリス海軍が設置していた混成護衛隊作業部会（Escort Mix Working Party）の議論で提示された17型フリゲートにまで遡ることができる。同作業部会では、当初はシーダート艦対空ミサイル装備の駆逐艦、アイカラ対潜ミサイル装備のフリゲート（17型）、小型のコルベット（18型）による混成運用を検討しており、その過程で、17型を元にシーダートを搭載する構想が生じた。17型の設計（DS 381）は3,500トン級だったのに対し、1964年10月に作成されたシーダート搭載型の設計案（DS 382）では、多少大型化して4,500トン級となっており、後の42型に近い設計になっていた。これらの設計は、1964年11月に取りまとめられた報告書には盛り込まれず、大型の嚮導駆逐艦である82型と、新型で強力な護衛艦、そして安価で量産可能なフリゲートである19型との混成運用が提言された。これは、82型やCVA-01級航空母艦などの計画中止が既に取りざたされていたことが影響したと見られている。
しかし1966年、海軍の危惧は的中し、労働党政権はCVA-01級航空母艦の計画中止を決定した。これにより、将来的にイギリス海軍から正規空母が消滅することが確実になったことから、従来の艦隊整備計画は全て棚上げされ、第一海軍卿は将来艦隊計画作業部会（FFWP）を設置し、兵力整備コンセプトの抜本的な見直しに着手した。同作業部会での検討は多岐に渡ったが、水上戦闘艦に関しては、大型の嚮導駆逐艦（82型）のかわりに小型のミサイル駆逐艦の建造が勧告された。これを受けて、ミサイル駆逐艦の試案として、一度は棄却された17型フリゲートの防空用派生型の計画が再検討されることになった。まず作成されたDS 391設計では、909型レーダーを1基に減らし、ミサイル発射機もコンパクト化する（単装化し、弾庫も26発分に削減）などの低コスト化が図られた。
1967年10月2日、DS 391をもとに、主機をガスタービン化するなどの改正を加えた設計が海軍に対して提示された。第一海軍卿は、909型レーダーを2基に戻すなどの設計変更を要望し、この最終設計案は1968年11月21日に提示された。同月、1番艦が発注され、1970年1月より建造が開始された。
本級はアルゼンチン海軍も採用しており、1970年5月に2隻を発注した。1番艦はヴィッカース社で建造され、2番艦はアルゼンチンのAFNE社で建造されたが、2番艦は労働者のサボタージュなどにより大幅に遅れて完成している。

## 設計

### 船体
船型は、2層の全通甲板を備えた遮浪甲板型であり、艦尾に切り欠きを有することから長船首楼型とされることもある。船体の骨組みは全通縦肋骨構造を採用した。暴露甲板以外の甲板にはシアやキャンバーは付されておらず、フレームとビームもブラケットを設けずに接続、甲板間高さは駆逐艦で標準的な2.4メートルを保持して、艦内艤装品の取り付けを容易にしている。減揺装置として、ビルジキール間に2組のフィンスタビライザーを備えている。
英国病当時の財政状況を反映して、スペース・重量の削減の要請から、艤装品は極力簡素化されている。主錨は右舷のみの1個、揚錨機と錨鎖も1セットである（予備の主錨を艦橋構造前壁の甲板上に縦置きで格納）。舷梯も両舷兼用で1組のみとされた（運用上の不便が指摘され、後日追加）。スペースの制約から、厨房も1つしか備えられていない。これらの努力によって船体長は大幅に切り詰められたが、これは速力の低下につながり、また特に船首側が切り詰められるかたちになったことから、船首甲板は常時青波が打上げられている状況となり、凌波性の低下が指摘された。このほか電子装備の配置にも大きな悪影響を与えていたことから、1975年より再設計が着手され、これを反映したバッチ3では長さ16.1メートル、幅0.9メートルの大型化により、基準排水量にして380トンの大型化となった。ただしこの設計変更によって船体強度の不足を生じたことから、1988年に舷側外板に補強材を取り付ける改修が行われた。
なお、上部構造物はアルミニウム合金製という説もあるが、実際には船体・上部構造物ともに全鋼製であった。ただし、船体内の隔壁や通風トランクおよび仕切弁はアルミニウム合金であったため、後にフォークランド紛争で「シェフィールド」が被弾・炎上した際には、これらは火災の高熱で溶解してしまい、火災の延焼を早める結果となった。

### 機関
イギリス海軍では、1966年に機関系統化計画（Systematic Machinery Programme, SYMES）を採択しており、これにもとづき、本型では21型フリゲートに準じた主機が採用された。これは巡航機としてロールス・ロイス タインRM1A（単機出力4,100馬力）、高速機としてオリンパスTM3B（単機出力27,200馬力）という2機種のガスタービンエンジンを用いたCOGOG方式であった。また「エクセター」以降の艦では、タインは出力5,340馬力のRM1Cに更新された。
上記のスペースの制約もあって、機関の配置も21型が踏襲され、両舷のエンジンを左右に並べて配置するパラレル配置となった。前部機関室にオリンパス、後部機関室にタインを各2基、それぞれ両舷に配置している。また前部機関室の前方と後部機関室の後方には補機室が配置され、それぞれディーゼル発電機が設置された。電源としては、出力1,000キロワットのディーゼル発電機が4セット搭載された。ただし機関部以外に設置される非常発電機が省かれたことで冗長性が低下し、ダメージコントロール作業を阻害して、「シェフィールド」喪失の誘因の一つとなった。

## 装備

### C4ISR
戦術情報処理装置としてはADAWS（Action Data Automation Weapon System）が搭載された。これはカウンティ級駆逐艦や82型駆逐艦の搭載機と同系列で、当初はADAWS-4が搭載されていたが、1980年代よりADAWS-7への更新が開始された。また戦術データ・リンクも、当初は通信容量が少ないリンク 10のみであったが、バッチ2の最後の2隻より、NATOで標準的なリンク 11の運用に対応した。またバッチ2・3は統合戦術情報伝達システム（JTIDS）を後日装備し、高速のリンク 16にも対応した。
レーダーは、艦橋構造物上の前檣に長距離対空捜索用の965P型、また煙突直前の後檣に対空・対水上捜索用の992Q型レーダーを備えていた。965型レーダーはAKE-2型アンテナを用いており、早期警戒に用いられた。一方、992Q型レーダーはシーダートの運用に十分なだけの探知距離を備えており、その目標捕捉のために用いられた。また対水上捜索・航海用として1006型レーダーを備えていたが、これは砲射撃指揮装置のための捜索中追尾（TWS）レーダーとしても用いられた。なお、965型は1022型に、また992Q型は3次元式の996型に、そして1006型も小改正型の1007型に後日換装された。
ソナーは、当初は184M/P型であったが、後に2016型、更に2050型へと換装された。なお船体長切り詰めのため、機関部の雑音からの隔離が不十分であり、バッチ3の設計の際に装備位置の再検討が行われた。
電波探知装置（ESM）としては、新開発のUAA-1が予定された。これは1960年代の演習で得られた知見を反映し、レーダーに代わる中核的な防空センサーとして開発されていた「アベイ・ヒル」の実用機であり、自動化を進めて瞬時周波数計測（IFM）機能などを実装していた。ただし開発遅延のため、初期建造艦では後日装備となった。また後に小改正型のUAA-2に更新されたほか、一部の艦では更にUAT(5)に更新された。なお、UAA-1のアンテナは後檣に配置されていたが、上記の船体長の切り詰めのために、艦橋構造物付近に設置されたSCOT衛星通信装置との離隔が不十分となり、SCOT衛星通信装置の作動中にはそのサイドローブの干渉を受けてしまい、偽目標に悩まされることとなった。これは、フォークランド紛争での「シェフィールド」の喪失の誘因となった。

### 武器システム
本型の主兵装となるのがシーダート（GWS.30）艦隊防空ミサイル・システムである。本型では、艦橋構造物直前に連装発射機1基を配し、射撃指揮用の909型レーダーは前後の上部構造物上に搭載した。これらのシステムは、基本的には82型と同様であるが、ミサイル発射機の弾庫容量は、82型では40発であったのに対し、バッチ1・2では20発に削減された。その後、船体長の延長にともなって余裕が生じたことから、バッチ3では40発に戻された。なお、このミサイルは限定的ながら対艦攻撃も可能である。フォークランド紛争の戦訓を受けて、シーウルフ個艦防空ミサイルの追加装備も検討されたが、船体に余地が乏しく、実現しなかった。
対潜兵器はリンクス哨戒ヘリコプターを用いた中距離魚雷投射ヘリコプター（MATCH）に依存しており、対潜迫撃砲としてはテルネが検討されたものの、結局搭載されなかった。設計段階では、短魚雷発射管は単装型を搭載する余地しか確保されていなかったが、実際には3連装型が搭載された。しかしやはり余裕が少なく、電装品の改修余地を確保するため、後に撤去された。
艦砲としては、船首甲板に55口径114mm単装砲（4.5インチ砲Mk.8）を装備した。砲射撃専用のレーダーは搭載されておらず、シーダート用の909型レーダーと対水上捜索用の1006型レーダーが火器管制レーダーを兼用する。バッチ3では、電子光学式のGSA.7砲射撃指揮装置（シーアーチャー30）が追加された。またフォークランド紛争において、近接防空手段の欠如が問題になったことから、まず緊急措置としてBMARC 75口径30mm連装機銃2基およびGAM-B01 85口径20mm単装機銃2基が追加装備された。そして1987年から1989年にかけて、ファランクスCIWSに換装された。
電子攻撃用の電波妨害装置（ECM）としては、当初は670型が搭載されており、後に675型に更新されたが、2000年までに撤去された。

## 諸元表
|                   | バッチ1                                                                  | バッチ2                                                                  | バッチ3 マンチェスター級                                                 |
| ----------------- | ------------------------------------------------------------------------ | ------------------------------------------------------------------------ | ------------------------------------------------------------------------ |
| 建造期間          | 1970年 - 1978年                                                          | 1976年 - 1980年                                                          | 1978年 - 1985年                                                          |
| 就役期間          | 1975年 - 2005年                                                          | 1980年 - 2012年                                                          | 1982年 - 2013年                                                          |
| 隻数              | 6隻                                                                      | 4隻                                                                      | 4隻                                                                      |
| 満載排水量        | 4,250トン                                                                | 4,250トン                                                                | 4,775トン                                                                |
| 全長              | 125.0 m                                                                  | 125.0 m                                                                  | 141.2 m                                                                  |
| 全幅              | 14.34 m                                                                  | 14.34 m                                                                  | 14.90 m                                                                  |
| 吃水              | 5.8 m                                                                    | 5.8 m                                                                    | 5.8 m                                                                    |
| 機関              | COGOG方式                                                                | COGOG方式                                                                | COGOG方式                                                                |
| 機関              | タインRM1A 巡航用ガスタービン×2基 (各4,100 shp)                          | タインRM1C 巡航用ガスタービン×2基 (各5,340 shp)                          | タインRM1C 巡航用ガスタービン×2基 (各5,340 shp)                          |
| 機関              | オリンパスTM3B 高速用ガスタービン×2基 (各27,200 shp)                     |                                                                          |                                                                          |
| 機関              | 可変ピッチ・プロペラ×2軸                                                 |                                                                          |                                                                          |
| 速力              | 最大30ノット / 巡航18ノット                                              | 最大30ノット / 巡航18ノット                                              | 最大30ノット / 巡航18ノット                                              |
| 航続距離          | 4,500海里 (18kt巡航時)                                                   | 4,500海里 (18kt巡航時)                                                   | 4,750海里 (18kt巡航時)                                                   |
| 乗員              | 312名                                                                    | 312名                                                                    | 312名                                                                    |
| 兵装              | 55口径114mm単装砲×1基                                                    | 55口径114mm単装砲×1基                                                    | 55口径114mm単装砲×1基                                                    |
| 兵装              | ファランクス 20mm CIWS×2基                                               |                                                                          |                                                                          |
| 兵装              | 75口径30mm連装機銃×2基                                                   |                                                                          |                                                                          |
| 兵装              | 85口径20mm単装機銃×2基                                                   |                                                                          |                                                                          |
| 兵装              | 70口径20mm単装機銃×2基                                                   |                                                                          |                                                                          |
| 兵装              | シーダートGWS.30 SAM 2連装発射機×1基                                     |                                                                          |                                                                          |
| 兵装              | STWS Mk.1 3連装短魚雷発射管×2基 ※後日撤去                                |                                                                          |                                                                          |
| 艦載機            | リンクス×1機                                                             | リンクス×1機                                                             | リンクス×1機                                                             |
| C4I               | SCOT 衛星通信装置                                                        | SCOT 衛星通信装置                                                        | SCOT 衛星通信装置                                                        |
| C4I               | ADAWS-4 ※ADAWS-7に後日換装                                               | ADAWS-7                                                                  | ADAWS-8                                                                  |
| レーダー          | 965P型 早期警戒用 ※1022型に後日換装                                      | 1022型 早期警戒用                                                        | 1022型 早期警戒用                                                        |
| レーダー          | 992Q型 目標捕捉用 ※996型に後日換装                                       |                                                                          |                                                                          |
| レーダー          | 909型 射撃指揮用×2基                                                     |                                                                          |                                                                          |
| レーダー          | 1006型 航法用 ※1007型に後日換装                                          |                                                                          |                                                                          |
| 光学機器          | -                                                                        | -                                                                        | GSA.7 砲射撃指揮装置×1基                                                 |
| ソナー            | 184M型 船底装備式 ※2016型に後日換装                                      | 184M型 船底装備式 ※2050型に後日換装                                      | 184M型 船底装備式 ※2050型に後日換装                                      |
| ソナー            | 162型 海底探査用                                                         |                                                                          |                                                                          |
| 電子戦・ 対抗手段 | UAA-1電波探知装置 ※全艦がUAA-2に後日換装。さらに一部艦がUAT(5)に後日換装 | UAA-1電波探知装置 ※全艦がUAA-2に後日換装。さらに一部艦がUAT(5)に後日換装 | UAA-1電波探知装置 ※全艦がUAA-2に後日換装。さらに一部艦がUAT(5)に後日換装 |
| 電子戦・ 対抗手段 | 670型電波妨害装置 ※全艦が675(2)型に後日換装。2000年までに全艦より撤去    |                                                                          |                                                                          |
| 電子戦・ 対抗手段 | DLH 6連装デコイ発射機×4基                                                |                                                                          |                                                                          |
| 電子戦・ 対抗手段 | 182型 対魚雷デコイ                                                       |                                                                          |                                                                          |

## 同型艦

### 一覧表
| 運用国       | バッチ       | #        | 艦名                                            | 起工            | 進水            | 就役            | 退役                |
| ------------ | ------------ | -------- | ----------------------------------------------- | --------------- | --------------- | --------------- | ------------------- |
| イギリス     | 1            | D80      | シェフィールド HMS Sheffield                    | 1970年 1月15日  | 1971年 6月10日  | 1975年 2月16日  | 1982年 5月4日 戦没  |
| イギリス     | 1            | D86      | バーミンガム HMS Birmingham                     | 1972年 3月28日  | 1973年 7月30日  | 1976年 12月3日  | 1999年 12月31日     |
| イギリス     | 1            | D87      | ニューカッスル HMS Newcastle                    | 1973年 2月21日  | 1975年 4月24日  | 1978年 3月23日  | 2005年 2月1日       |
| イギリス     | 1            | D88      | グラスゴー HMS Glasgow                          | 1974年 5月16日  | 1976年 4月14日  | 1977年 5月25日  | 2005年 2月1日       |
| イギリス     | 1            | D108     | カーディフ HMS Cardiff                          | 1972年 11月6日  | 1974年 2月22日  | 1979年 9月24日  | 2005年 7月14日      |
| イギリス     | 1            | D118     | コヴェントリー HMS Coventry                     | 1973年 1月29日  | 1974年 6月21日  | 1978年 11月10日 | 1982年 5月25日 戦没 |
| イギリス     | 2            | D89      | エクセター HMS Exeter                           | 1976年 7月22日  | 1978年 4月25日  | 1980年 9月19日  | 2009年 5月27日      |
| イギリス     | 2            | D90      | サウサンプトン HMS Southampton                  | 1976年 10月21日 | 1979年 1月29日  | 1980年 10月31日 | 2009年 2月12日      |
| イギリス     | 2            | D91      | ノッティンガム HMS Nottingham                   | 1978年 2月6日   | 1980年 2月18日  | 1983年 4月14日  | 2010年 2月11日      |
| イギリス     | 2            | D92      | リバプール HMS Liverpool                        | 1978年 7月5日   | 1980年 9月25日  | 1980年 7月1日   | 2012年 3月30日      |
| イギリス     | 3            | D95      | マンチェスター HMS Manchester                   | 1978年 5月19日  | 1980年 11月24日 | 1982年 12月16日 | 2011年 2月24日      |
| イギリス     | 3            | D96      | グロスター HMS Gloucester                       | 1979年 10月29日 | 1982年 11月2日  | 1985年 9月11日  | 2011年 6月30日      |
| イギリス     | 3            | D97      | エディンバラ HMS Edinburgh                      | 1980年 9月8日   | 1983年 4月14日  | 1985年 12月17日 | 2013年 6月6日       |
| イギリス     | 3            | D98      | ヨーク HMS York                                 | 1980年 1月18日  | 1982年 6月20日  | 1985年 8月9日   | 2012年 9月27日      |
| アルゼンチン | アルゼンチン | D1 → B52 | エルクレス ARA Hércules                         | 1971年 6月16日  | 1972年 10月24日 | 1976年 7月12日  | 2024年              |
| アルゼンチン | アルゼンチン | D2       | サンティシマ・トリニダー ARA Santísima Trinidad | 1971年 10月11日 | 1974年 11月9日  | 1981年 7月1日   | 1989年              |

### 運用史
本型は、暫時改正を施されつつ計14隻が建造され、やや先行して整備された軽装備の対潜艦である21型フリゲート、重装備の対潜艦である22型フリゲートとともに、イギリス海軍洋上兵力の主力を構成した。また、アルゼンチン海軍向けにバッチ1相当の性能の艦が2隻建造されている。
これらの艦はフォークランド紛争において実戦に投入された。この際、42型駆逐艦は「シェフィールド」（D 80）、「グラスゴー」（D 88）、「カーディフ」（D 108）、「コヴェントリー」（D118）、「エクセター」（D 89）の5隻が出動し、シーダートによって7機の確実な撃墜を記録している。偵察のため、高高度から接近してきたリアジェットとの交戦では、従来知られていた有効射程外で撃墜を達成した。また、アルゼンチン軍航空隊による攻撃に対しては、イギリス海軍空母搭載のシーハリアー戦闘機が不利となる高高度での応戦を担当し、2機のスカイホーク攻撃機、1機のピューマヘリコプター、1機のキャンベラ爆撃機を撃破している。
その一方、極めて優れた低空侵入能力を示したアルゼンチン軍航空隊に対して、シーダート・ミサイルは必ずしも優秀ではなかった。エグゾセ空対艦ミサイルにより「シェフィールド」（D 80）、スカイホーク攻撃機の爆撃により「コヴェントリー」（D118）の２隻が戦没している。このため、防空艦であるはずの本型は、より短射程だが優れた追随能力を有するシーウルフ艦対空ミサイルを搭載した22型フリゲートによって護衛される必要があった。
ただし、その後、シーダート・ミサイル・システムは数次に渡る性能向上策を受けており、湾岸戦争においては、シーダートによってHY-2地対艦ミサイルを撃墜することに成功した。これは、対艦ミサイルの撃墜に成功した初の例であった。